# Jean-Baptiste Joseph Gentil
Pour les articles homonymes, voir Gentil.
Jean-Baptiste Joseph Gentil, né le 25 juin 1726 à Bagnols-sur-Cèze où il est mort le 15 février 1799, est un orientaliste français.

## Biographie
Il entre dans l'armée en 1752 et sert en Inde, entre autres, sous les ordres de Dupleix et de Lally-Tollendal. Colonel, il se rend pour diverses missions auprès des nababs du Bengale et d'Oudh puis visite Chandernagor avant de rentrer en France en 1778. 
Il revient des Indes avec une importante collection d'objets d'histoire naturelle, d'armes, de médailles, de manuscrits en arabe, persan, malabar, bengali et sanscrit ainsi que 300 dessins qu'il donne à la Bibliothèque du roi et au cabinet d'histoire naturelle de Paris bien que les Anglais lui en eussent offert 300 000 frs. 
Gentil a laissé plusieurs études sur l'Inde :
- Histoire métallique de l'Inde
- Histoire de l’empire mongol
- Abrégé géographique de l'Inde
- Histoire des Rajahs de l'Hindoustan
- Histoire numismatique de l'Inde